# Vilarmaior
Vilarmaior – gmina w Hiszpanii, w prowincji A Coruña, w Galicji, o powierzchni 30,35 km². W 2011 roku gmina liczyła 1261 mieszkańców.